# Астров Микола Миколайович
Астров Микола Іванович (*1863 — †1934) — один з організаторів і голова Всеросійського союзу міст (1914—1917), член центрального комітету партії конституційних демократів. У 1917 році був міським головою Москви. Після жовтневого перевороту один з керівників підпільного Національного центру (1919—1920) й Особливої наради при головнокомандуючому Збройними Силами Півдня Росії. Емігрував у 1920 році.

## Життєпис
У 1892 році закінчив юридичний факультет Московського університету. Служив кандидатом, потім старшим кандидатом на судові посади при Московському окружному суді. З 1894 — мировий суддя в Москві.
З 1897 року — міський секретар Москви (секретар Московської міської думи). З 1903 року — гласний Московської міської думи, в 1913—1916 рр. очолював комітет прогресивної групи голосних. З 1910 року — директор Московського кредитного товариства. Один з провідних московських муніципальних діячів кінця XIX — початку XX століть. Був гласним Московського губернського земського зібрання.
У 1905 році брав участь у роботі загальноземських з'їздів. Вступив до лав Конституційно-демократичної партії (Партію народної свободи), був членом її московського міського комітету, з 1916 року — членом Центрального комітету. У 1906 році працював у канцелярії Першої Державної думи, в кінці її роботи фактично керував канцелярією (залишаючись при цьому московським міським секретарем).
У роки Першої світової війни був членом Головного комітету Всеросійського союзу міст.
У 1918 покинув Москву і виїхав на Південь Росії для політичних переговорів з генералом М. В. Алексєєвим, створення місцевого відділення Національного центру та координації спільної дій Всеросійського національного центру і Добровольчої армії. На Уфимском державному нараді у вересні 1918 рбув обраний членом Всеросійського Тимчасового Уряду — Директорії, але фактично не брав у ньому участі, оскільки знаходився на Півдні Росії.
На шляху в Катеринодар через Крим, 15 жовтня 1918 в Гаспрі брав участь в невеликій кадетській нараді з представниками російських промисловців П. Рябушинським і Д. Сироткіним. В нараді брали участь І. І. Петрункевич, С. В. Паніна, М. М. Вінавер, В. Д. Набоков, А. В. Тесленко, Г. Н. Трубецькой.
У 1918—1919 рр. — один з головних політичних радників А. І. Денікіна.